# ファースト・ネーション航空

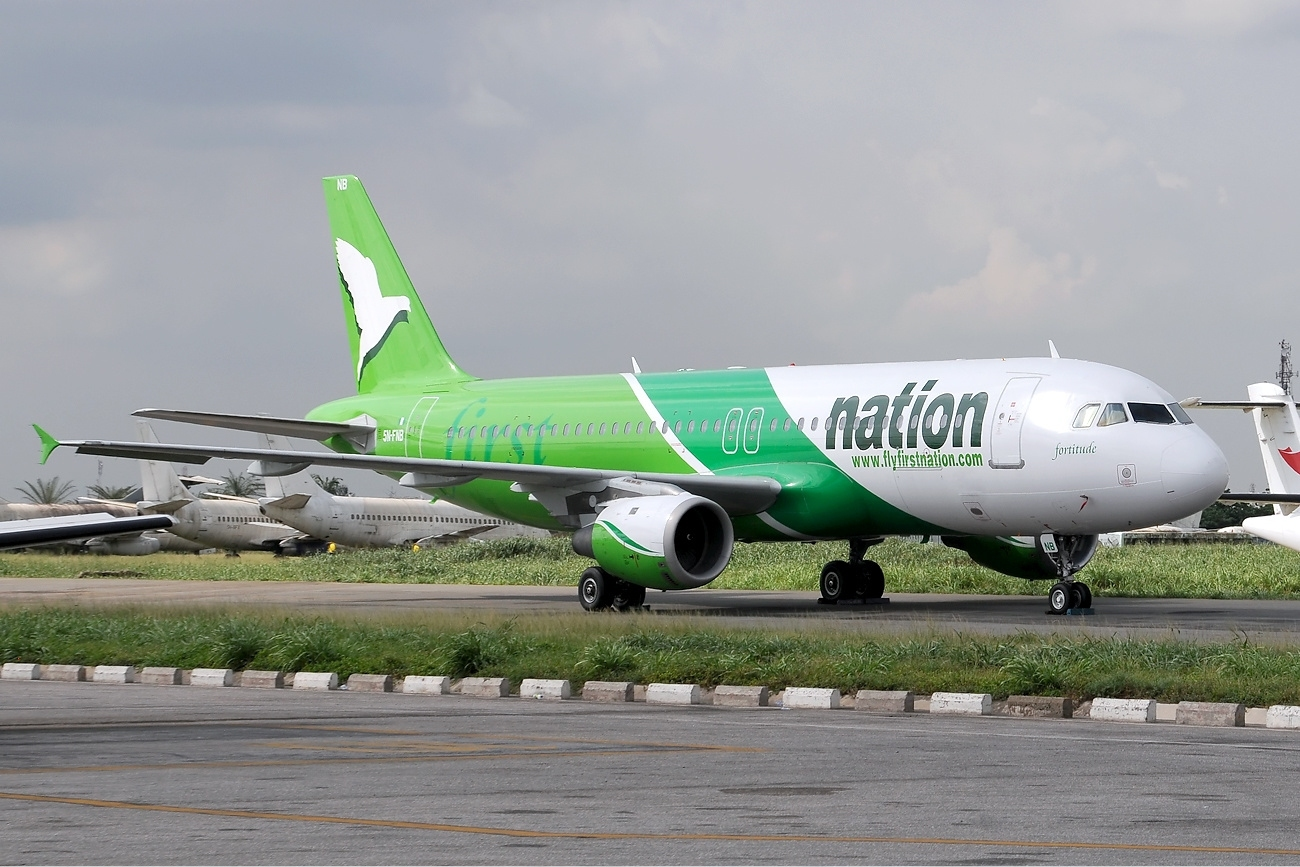
エアバスA320

ファースト・ネーション航空（FirstNation Airways）は、ナイジェリアのラゴスを拠点とする航空会社。所有者はラゴス州の元州知事であり、新聞「The Nation」の所有者でもあるAsiwaju Bola Ahmed Tinubu。ファースト・ネーション航空は破産したベルビュー航空の従業員を引き継ぐ形で設立され、CEOも
ベルビュー航空のBellview Kayode Odukoyaが引き継いだ。エアバスA320-200を2011年4月に受領し就航していたが2012年10月に運航を継続できなくなり休止した。3機のエアバスA320-200はリース企業のアビエーション・キャピタルに返却した。
2013年10月にエアバスA319-1132機を取得し運航を再開した。

## 就航路線
- アブジャ (ンナムディ・アジキウェ国際空港)
- ラゴス (ムルタラ・モハンマド国際空港)
- ポートハーコート (ポートハーコート国際空港)